# Ansgar Evensen
Ansgar Evensen, född 18 april 2000, är en norsk längdskidåkare som representerar klubben Vind Idrettslag.

## Karriär
Evensen debuterade i världscupen i längdskidåkning år 2020. Han har totalt tagit tre individuella pallplatser i världscupen.